# Liste der Kulturdenkmale in Elsterberg

Wappen von Elsterberg

In der Liste der Kulturdenkmale in Elsterberg sind die Kulturdenkmale der sächsischen Stadt Elsterberg verzeichnet, die bis Juni 2019 vom Landesamt für Denkmalpflege Sachsen erfasst wurden (ohne archäologische Kulturdenkmale). Die Anmerkungen sind zu beachten.
Diese Aufzählung ist eine Teilmenge der Liste der Kulturdenkmale im Vogtlandkreis.

## Elsterberg
| Bild                                    | Bezeichnung | Lage                                    | Datierung                                                                          | Beschreibung | ID       |
| --------------------------------------- | --- | --------------------------------------- | ---------------------------------------------------------------------------------- | --- | -------- |
| Direkt Bild zu diesem Denkmal hochladen | Denkmalschutzgebiet Stadtkern Elsterberg (Vorschlag)                                                                     | (Stadtkern) (Karte)                     | Nach 1840                                                                          | Denkmalschutzgebiet Stadtkern Elsterberg (Vorschlag) | 09302021 |
| Direkt Bild zu diesem Denkmal hochladen | Eisenbahnbrücke über die Weiße Elster                                                                                    | (Flurstück 727/7) (Karte)               | Um 1875                                                                            | Zweigleisig angelegte Brücke (km 36,1) aus der Zeit des Eisenbahnanschlusses der Stadt Elsterberg an die Bahnstrecke Gera Süd–Weischlitz (Elstertalbahn, 6269, sä. GWz), genietete Eisen-Stahl-Konstruktion, in der 2. Hälfte des 20. Jahrhunderts zur Vollwandträgerbrücke umgebaut, Brückenstandort von eisenbahngeschichtlicher Bedeutung. | 09232320 |
| Direkt Bild zu diesem Denkmal hochladen | Pechpfanne | (Flurstück 332) (Karte)                 | 19. Jahrhundert                                                                    | Granittrog zur Gewinnung von Pech, heimatgeschichtlich von Bedeutung | 09232393 |
| Weitere Bilder                          | Burganlage auf einem Bergsporn, in Resten erhaltene Mauern und Türme sowie Gehölzbestand                                 | (auf dem Schlossberg) (Karte)           | Um 1210 und später                                                                 | Stadtbildprägend, kulturhistorische und überregionale Bedeutung. Bruchsteinmauern, Palas, Ringmauern, Grundmauern der Kapelle in Resten erhalten (erstes Drittel 13. Jahrhundert), spätere Ergänzungen, wie zum Beispiel die Rundtürme. | 09232315 |
| Direkt Bild zu diesem Denkmal hochladen | Kriegerdenkmal für die Gefallenen des Ersten Weltkrieges, nahe der Burgruine                                             | (auf dem Schlossberg) (Karte)           | Nach 1918                                                                          | Ortsgeschichtlich von Bedeutung. Quadratischer Bau mit mittlerem Rundbogentor, unverputztes Schiefermauerwerk mit schießschartenartigen Öffnungen längliche Platte im Fußboden (Relief und Jahreszahl), an den drei Wänden Platten mit Namensinschriften an der Rückwand in Schieferstein in Kreuzform gestaltet mit Eichenanpflanzungen, achtteiliges Kreuzgratgewölbe, unverputzt, mit Schlussstein. | 09232380 |
| Direkt Bild zu diesem Denkmal hochladen | Wohnhaus in offener Bebauung und Pavillon                                                                                | Am Rödel 12 (Karte)                     | Um 1930                                                                            | Holzhaus in Fertigteilbauweise, für eine Familie errichtetes Fertigteilhaus, von baugeschichtlicher Bedeutung. Eingeschossig, Krüppelwalmdach mit liegenden Gaupen, bemalte Klappläden, große Originalfenster, Originaltür, zum Teil Bleiglasfenster, Natursteinsockel. | 09232391 |
| Direkt Bild zu diesem Denkmal hochladen | Holzpavillon mit aufwändiger Gestaltung                                                                                  | Am Ziegenhals (Karte)                   | Um 1900                                                                            | Baugeschichtliche Bedeutung, polygonaler Grundriss, Fachwerkkonstruktion, geschweifte Haube mit Laterne | 09232382 |
| Direkt Bild zu diesem Denkmal hochladen | Schmiedeeiserne Einfriedung                                                                                              | Amtsstraße 5 (Karte)                    | Um 1900                                                                            | Eines der letzten Zeugnisse seiner Art in Elsterberg, handwerklich-künstlerisch von Bedeutung, auf Sockel (vermutlich Granit) | 09232305 |
| Direkt Bild zu diesem Denkmal hochladen | Elsterbrücke | Bahnhofstraße (Karte)                   | Bezeichnet mit 1850                                                                | Dreibogige Bogenbrücke mit Wappenstein, verkehrsgeschichtlich und ortsgeschichtlich von Bedeutung. Werk- und Bruchstein, mittlerer Bogen mit Schlussstein mit Wappen. | 09232361 |
| Direkt Bild zu diesem Denkmal hochladen | Brunnenanlage, sogenannter Heimatbrunnen                                                                                 | Bahnhofstraße 1a (neben) (Karte)        | Bezeichnet mit 1894                                                                | Wandbrunnen aus Granit mit rückwärtiger Mauer, ortshistorische Bedeutung | 09232302 |
| Direkt Bild zu diesem Denkmal hochladen | Haustür | Bahnhofstraße 7 (Karte)                 | Um 1880                                                                            | Eine der wenigen noch erhaltenen historistischen Haustüren Elsterbergs. Historistische Rahmenfüllungstür mit Oberlicht, Schlagleiste mit Kapitell, unteres Feld aufgedoppelt, Oberlicht mit voluten- und blütenverzierter Mittelsprosse, originale Drückergarnitur, altes Glas. | 09232321 |
| Direkt Bild zu diesem Denkmal hochladen | Wohnhaus oder ehemaliges Behördengebäude, mit Toreinfahrt                                                                | Bahnhofstraße 24 (Karte)                | Um 1913                                                                            | Bemerkenswertes bauliches Zeugnis der Zeit vor dem Ersten Weltkrieg, im Reformstil der Zeit. Zweigeschossig oder dreigeschossig (auf abfallendem Gelände an der Elster), Putzfassade, Kastenerker auf Konsolen, Treppenhausturm, originale Eingangstür, Bleiglasfenster im Treppenhaus, über der Eingangstür Mosaik (Elster), bemalter Traufkasten, originale Schiebefenster, Mansarddach mit hohem Giebel und Dachausbauten, Fensterläden nicht mehr vorhanden, Loggien, späterer Anbau, entstellend verkachelter Sockel, originale Baudetails an Tür und Tor, gegliederte Torpfeiler, in Elsterberg seltenes Ziegeldach. | 09232362 |
| Direkt Bild zu diesem Denkmal hochladen | Wohnhaus in halboffener Bebauung                                                                                         | Bahnhofstraße 32 (Karte)                | Bezeichnet mit 1883                                                                | Historismusbau der Stadterweiterung, baugeschichtlich von Bedeutung | 09232369 |
| Direkt Bild zu diesem Denkmal hochladen | Postgebäude mit gemauerter Einfriedung mit schmiedeeisernem Gitter                                                       | Bahnhofstraße 33 (Karte)                | Bezeichnet mit 1897                                                                | Authentisch, gut gegliederte Putzfassade, bau- und ortsgeschichtliche Bedeutung, zweigeschossiger Putzbau. Sockel: Polygonalmauerwerk mit profiliertem Abschluss, aufgeputzte Eckquaderung. Kunststein-Fensterrahmungen, zum Teil vorhangbogenförmig im Obergeschoss, Volutengiebel über Mittelrisalit, Eisenanker, originale Fenster, Walmdach mit Dachhäusern, linksseitig Eingang mit Inschrifttafel darüber und turmartigem Dachausbau, Fenster nicht original. An der Schmalseite: überdachter Eingang mit Eisengittertreppengeländer, über Tür Relief, originale Tür, Zwerchhaus auf dem Dach. im Inneren: Mosaikfußboden und originales Treppenhaus. | 09232366 |
| Direkt Bild zu diesem Denkmal hochladen | Wohnhaus in halboffener Bebauung, mit Einfriedung                                                                        | Bahnhofstraße 34 (Karte)                | Bezeichnet mit 1892                                                                | Späthistorismus, baugeschichtliche Bedeutung. Zweigeschossiger Putzbau, vierachsig, Seitenrisalit, Putzarial, aufwendige Putzgliederung mit Fensterbänken, Fensterüberdachung, Gesimsbänder, Konsolsteine mit profiliertem Traufgesims, Mansarddach mit Dachausbauten, originale Eingangstür mit Oberlicht und Eisengitter, Einfriedung auf Natursteinsockel mit Sandsteinpfosten, Mosaikpflasterung. | 09232370 |
|                                         | Fabrikantenvilla mit Fabrikanbau, Einfriedung und Gartenanlage mit Grotte                                                | Bahnhofstraße 35 (Karte)                | Bezeichnet mit 1900                                                                | Reich geschmücktes, kunsthistorisch bedeutendes Beispiel des Historismus, im Neorenaissancestil. - Fabrikantenvilla: viergeschossig, Putzfassade mit Kunststeingliederung, Walmdach, Fenstergewände (im Erdgeschoss mit Stabwerk, im Obergeschoss mit Vorhangbogen), rechteckiger Eckerker mit Turmabschluss, Dachhäuschen mit geschwungenem Dach und Knauf, steinerner Balkon, zwei reichgestaltete Giebel, im Inneren zum Teil Stuckdecken und originale Ausstattung - Fabrikanbau: zweigeschossig mit ausgebautem Sockel, Lisenengliederung, Putz-Klinker-Fassade - Einfriedung: gemauerte Torpfosten, aufwändige schmiedeeiserne Gitter | 09232367 |
| Weitere Bilder                          | Empfangsgebäude mit Bahnsteigüberdachung, Güterschuppen und Beamtenwohnhaus                                              | Bahnhofstraße 37, 39 (Karte)            | 1875                                                                               | Bahnhof der Bahnstrecke Gera Süd–Weischlitz (Elstertalbahn, 6269, sä. GWz); bau-, orts- und verkehrsgeschichtliche Bedeutung, seltener Bautypus, bemerkenswerter Umbau mit Merkmalen des Expressionismus mit erhaltener Ausstattung der 1920er Jahre. - Empfangsgebäude: zweigeschossig mit Vorbau und Treppengiebel, Putzfassade auf Schiefersockel; am Vorbau: Kunststein-Fenstergewände, Klinkerportal mit Oberlicht, Originaltür als Windfangtür; originale Ausstattung der 1920er Jahre: Bestuhlung, Schalter, Bahnsteig mit einstieligem Holzvordach - Lagerschuppen: Klinkerbau mit flachem Satteldach - Bahnbeamtenwohnhaus: zweigeschossiger Putzbau, Drempel, Ecklisenen, im Erdgeschoss Putznutung, einfache Putzgliederung, Gesims, weitvorkragendes flaches Satteldach mit geschnitzten Balkenköpfen, Treppenanbau | 09232368 |
| Direkt Bild zu diesem Denkmal hochladen | Wohnhaus in offener Bebauung in Ecklage, mit Einfriedung                                                                 | Ernst-Thälmann-Straße 1 (Karte)         | Um 1900                                                                            | Vor allem baugeschichtliche Bedeutung, Historismusbau. Eingeschossiger Putzbau, Walmdach und Krüppelwalmdach, hoher polygonaler Natursteinsockel, hoher Treppenturm mit markantem Dach und Knauf, Holzveranda, profilierte Steingewände, zum Teil übergiebelt, Konsolen aus Sandstein. | 09232377 |
| Direkt Bild zu diesem Denkmal hochladen | Wohnhaus in offener Bebauung                                                                                             | Feldstraße 1 (Karte)                    | 1928 laut Auskunft                                                                 | Weitgehend erhaltene, schlichte zeitgenössische Fassade, baugeschichtliche Bedeutung. Putzbau (Kratzputz) mit Wintergarten, Schieferdeckung, kannelierte Putzgewände, im Obergeschoss umlaufendes Sohlgesims, profiliertes und scharriertes Türgewände, originale Haustür, Bleiglasfenster im Treppenhaus (neu verbleit), Fenster denkmalgerecht erneuert. | 09232331 |
| Direkt Bild zu diesem Denkmal hochladen | Mietshaus in halboffener Bebauung                                                                                        | Friedhofstraße 19 (Karte)               | Um 1898                                                                            | Bau- und ortsentwicklungsgeschichtliche Bedeutung. Zweigeschossig, fünfachsig, Klinkerfassade auf schmalem Bruchsteinsockel (Hanglage), Mansarddach mit Kunststoffdeckung, Farbenwechsel: rot-gelb Musterung, Fassadengliederung durch Farbwechsel, „Deutsches Band“ im ersten Obergeschoss., Putzbänder, Schlussstein, Relief über Eingang mit Inschrift: „Deutsches Haus – deutsches Land“, Eingangstür mit Oberlicht, im ersten Obergeschoss Winterfenster. | 09232359 |
| Direkt Bild zu diesem Denkmal hochladen | Mietshaus in offener Bebauung                                                                                            | Friedhofstraße 21 (Karte)               | Um 1905                                                                            | Bau- und ortsgeschichtliche Bedeutung. Zweigeschossig, siebenachsig, Putzfassade auf Klinkersockel, ehemals verputzt, Mansarddach mit Dachhäuschen und Schieferdeckung, Putzgliederung: umlaufende Bänder, Schlusssteine, Diamantquader im Erdgeschoss, Spiegel im ersten Obergeschoss, Fensterbekrönung Dreiecksgiebel profiliert, Gesims, originale Tür mit Oberlichten, breiter Giebel mit Putzgliederung. | 09232360 |
| Direkt Bild zu diesem Denkmal hochladen | Neuer Friedhof Elsterberg (Sachgesamtheit)                                                                               | Friedhofstraße 35 (Karte)               | 1872 Eröffnung                                                                     | Sachgesamtheit Neuer Friedhof Elsterberg, mit Feierhalle, Erbbegräbnissen und Grabmalen sowie Friedhofsmauer (Einzeldenkmale 09302355 unter gleicher Anschrift); ortsgeschichtlich und künstlerisch von Bedeutung. Alter Friedhof 1842 geschlossen, 1872 Neuer Friedhof eröffnet an dieser Stelle. | 09232379 |
|                                         | Feierhalle, Erbbegräbnisse und Grabmale sowie Friedhofsmauer (Einzeldenkmale zu ID-Nr. 09232379)                         | Friedhofstraße 35 (Karte)               | 1872 (Feierhalle); 19./20. Jahrhundert (Grabanlage); 19./20. Jahrhundert (Grabmal) | Einzeldenkmale der Sachgesamtheit Neuer Friedhof Elsterberg; ortsgeschichtlich und künstlerisch von Bedeutung. - Grabmal vom Alten Friedhof (um 1800): Carl Friedrich Göbel (Döbel?), gestorben 1794 - Grabmal von Cristian Friedrich Döring, 2. Hälfte 19. Jahrhundert - Grabstein in der Feierhalle vom Alten Friedhof (unleserlich, zwischen 1750/1800) - Erbbegräbnis Bankier Friedrich Wilhelm Dietzel (tempelartige Form, Gruftfußboden als Mosaik, Eisengitter, Ädikula mit vier Säulen aus rötlichem Kunststein, Sandstein, mit Stuckdecken, mit Akroterien mit Zinksärgen, um 1890/1900, Erstbelegung 1887, Letztbelegung 1953) - Grabstätte Ruppert, um 1900 (Wandgrab, Sandstein, Dreiecksverdachung, Akroterion) - Grabstätte C. L. Oschatz bezeichnet mit 1889 (gusseiserne Abdeckung) - Grabstätte A. Falk, Zigarrenfabrikant, um 1890 (dreiteiliges Wanderbbegräbnis) - Grabstätte Piere, Baumeister (Ädikula – Wandgrab, Sandstein, Akroterion, Klinkerwände), um 1900 - Grabstätte Emilie Beutel, geborene Diezel, gestorben 1902 - Grabstätte Oberforstmeister A. Vogel, gestorben 1937 - Grabstätte / Erbbegräbnis Max Damisch, gestorben 1922 (expressionistischer Grabstein) - Grabmal Cristian Fr. Kramer, gestorben 1907 (Jugendstil?), Erstbelegung 1907 - Grabmal Familie Gottlieb Kruschwitz, Bäckermeister (geätzte Glastafeln), Erstbelegung 1913 - Grabmal Familie H. Güther, Steinmetzmeister, 1920 (Neue Sachlichkeit), Erstbelegung 1920 - Grabmal Fabrikdirektor Dr. Walter Suchanek, gestorben 1932 (Neue Sachlichkeit), Kunstseidenfabrik (Glanzstoffe und Kunstfaser), Erstbelegung 1933 - Trauerhalle/Feierhalle von 1872 (laut Auskunft) - Erbbegräbnis Trautloff, Webereifabrikant, um 1940, Erstbelegung 1938 - Erbbegräbnis Dutschke, Elektrizitätswerkbesitzer (dorische Säulenstellung, Kunststein), Erstbelegung 1886 (um 1910) | 09302355 |
| Direkt Bild zu diesem Denkmal hochladen | Mietshaus in Ecklage | Gartenstraße 4 (Karte)                  | Um 1890                                                                            | Weitgehend erhaltene historistische Fassade mit spätklassizistisch wirkendem Baudekor, in exponierter Ecklage am Elsterufer. Mietshaus mit Putzgliederung, Natursteinsockel, Granitstufen, alte Haustür mit Oberlichten, drei Dachhäuschen. | 09232327 |
| Direkt Bild zu diesem Denkmal hochladen | Mietshaus in halboffener Bebauung, in Ecklage                                                                            | Gartenstraße 5 (Karte)                  | Um 1890                                                                            | Prägnante gründerzeitliche Ziegelfassade, ortsbildprägend, baugeschichtliche Bedeutung. Klinkerfassade (rot mit gelben Bändern), zwei Turmaufbauten, sechs Dachhäuschen, Natursteinsockel, originale Haustür mit Eisengittern und Oberlicht, Putzgesimse. | 09232326 |
| Direkt Bild zu diesem Denkmal hochladen | Wohnhaus in geschlossener Bebauung                                                                                       | Gartenstraße 20 (Karte)                 | Um 1895                                                                            | Baugeschichtliche Bedeutung, Historismusbau. Wohnhaus mit Putzfassade, Natursteinsockel, Mansarddach, Seitenrisalit mit Zwerchhaus, zwei Dachhäuschen, originale Putzgliederung, aufwändig gestaltetes, originales Tor mit Gittern und Oberlichten, Dach schiefergedeckt. | 09232325 |
| Direkt Bild zu diesem Denkmal hochladen | Mietshaus in halboffener Bebauung                                                                                        | Gartenstraße 22 (Karte)                 | Um 1925                                                                            | Weitgehend erhaltene Fassade der 1920er Jahre mit aufwändiger Putzgestaltung, seltenes Beispiel erhaltener Art-déco-Fassadengestaltung. Putzfassade, Mansarddach. Originaler Putz: Sockel gestockt, Sockelgesims scharriert (Rauputz), grüne Putzgewände. Aufwändig gestaltete Türgewände, plastisch gestaltetes Traufgesims (stilisierte Tulpen), originale Haustür mit Oberlicht, Bleiglasfenster im Treppenhaus, Putzornamente in Brüstungsfeldern, originale Kellerfenstergitter. | 09232328 |
| Weitere Bilder                          | Mühlenkomplex der Franzmühle, bestehend aus Wohn- und Verwaltungsgebäude, Mahlmühlengebäude, Turbinenhaus und Mühlgraben | Gippe 1, 2 (Karte)                      | Bezeichnet mit 1698 (Mühle); bezeichnet mit 1922 (Wohnhaus)                        | Von bau-, technik- und ortsgeschichtlichem Wert | 09232389 |
| Weitere Bilder                          | Villa mit Einfriedung | Gippe 7 (Karte)                         | Bezeichnet mit 1900                                                                | Aufwändige vielgliedrige Architektur mit reichen Details, vor allem baugeschichtliche Bedeutung | 09232386 |
| Weitere Bilder                          | Villa | Gippe 8 (Karte)                         | Um 1900                                                                            | Architektonisch aufwändig gestaltete Villa um die Jahrhundertwende, vor allem baugeschichtliche Bedeutung | 09232387 |
| Weitere Bilder                          | Villa | Gippe 11 (Karte)                        | Um 1890                                                                            | Gründerzeitlicher Klinkerbau von bauhistorischer Relevanz | 09232388 |
| Direkt Bild zu diesem Denkmal hochladen | Wohnhaus (mit drei Eingängen) in offener Bebauung                                                                        | Greizer Straße 2, 4, 6 (Karte)          | Nach 1920                                                                          | Zeittypische Formensprache, bau- und ortsentwicklungsgeschichtliche Bedeutung. Dreigeschossiger Putzbau, Walmdach mit Gaupen, drei rundbogige Eingangstüren, Freitreppen, Klinkersockel, polygonale Standerker aus Klinker mit Klinkerbändern, Fensterfaschen aus Kunststein, gekehlte Traufe, Eingangstüren mit Oberlicht und Klinkerrahmung, Treppenhaus original. | 09232375 |
| Direkt Bild zu diesem Denkmal hochladen | Wohnungstür und Treppenhaus mit Ausstattung                                                                              | Greizer Straße 23 (Karte)               | Um 1915                                                                            | Weitgehend original erhalten, handwerklich-künstlerisch von Bedeutung, im Reformstil der Zeit um 1910. Terrazzofußboden mit Mosaik, Tür mit geschliffenen Bleiglasfenstern und Oberlicht, Wandkacheln mit floralen Motiven, Treppenhausfenster Bleiglas mit floralen Motiven. | 09232372 |
| Direkt Bild zu diesem Denkmal hochladen | Wohnhaus in offener Bebauung                                                                                             | Greizer Straße 29 (Karte)               | Bezeichnet mit 1898                                                                | Gründerzeitgebäude mit vergleichsweise aufwändigem Dekor im Innern, vor allem baugeschichtliche Bedeutung. Zweigeschossig, Putz-Klinker-Fassade, Zwerchhäuser, Holzvorbau auf hohem Klinkersockel mit farbigen Glasfenstern. Innenausstattung: Terrazzofußboden, bemalte Glasfenster an den Eingangstüren, figurale Konsolsteine, Kreuzgratgewölbe. | 09232373 |
|                                         | Ehemalige Turnhalle | Hinterer Schloßberg 21 (Karte)          | Bezeichnet mit 1892                                                                | Authentischer Gründerzeitbau, sozial- und ortsgeschichtliche Bedeutung. Eingeschossiger Putzbau, Satteldach mit Schieferdeckung, Lisenengliederung in Mittelachse, Giebel mit Abschlussbekrönung, darunter Portal mit Oberlicht, Rundbogenfenster. Ausstattung: originales Portal, über Portal geohrte Inschriftentafel. Untergeschoss in Hanglage. | 09232309 |
| Direkt Bild zu diesem Denkmal hochladen | Gartenpavillon | Hohndorfer Straße 24 (Karte)            | 1920er Jahre (?)                                                                   | Bau- und sozialgeschichtliche Bedeutung. Holzpavillon aus Zierfachwerk, Gefache rückwärtig verbrettert, auf Felsvorsprung an Gebietsgrenze (derselben im Grundriss angepasst). Dachabschluss: Knauf mit Spitze. Original: Fenster mit halbrunden, dreieckigen Oberlichtern, Sparrenköpfe im Schweizer Stil. | 09232333 |
| Direkt Bild zu diesem Denkmal hochladen | Fabrikantenvilla mit Gartenanlage (Bruno-Steudel-Villa)                                                                  | Hohndorfer Straße 25 (Karte)            | Um 1930                                                                            | Bau- und ortsgeschichtliche Bedeutung. Zweigeschossiges Wohnhaus mit ausgebautem Sockelgeschoss, Putzfassade, Walmdach, Putzgliederung, Putzfaschen, halbrunder Altan, originale Fenster, Bleiglasfenster, Gartenanlage. | 09232336 |
| Direkt Bild zu diesem Denkmal hochladen | Ehemalige Fabrikantenvilla (Anlauft-Villa), Villengarten mit altem Baumbestand, Gartenpavillon und Ausstattung           | Hohndorfer Straße 30 (Karte)            | Um 1922                                                                            | Bau- und ortsgeschichtliche Bedeutung. Dreigeschossiger Putzbau mit Putzgliederung und Putzreliefs, Natursteinsockel, eventuell ursprünglicher in Elsterberg Bau erweitert, unregelmäßiger Grundriss mit Altan und halbrundem Treppenhausanbau, Putzfaschen, Portal mit Putzgewände, teilweise alte Stützmauer mit Gittern, originale Haustür, Fenster denkmalgerecht erneuert, Walmdach mit altdeutscher Schieferdeckung, Zwerchhaus und Schleppgaupen, ausgedehnter, gestalteter Park mit Pavillon, Pflasterung vor Treppenaufgang. | 09232334 |
| Weitere Bilder                          | Ehemaliges Schulgebäude                                                                                                  | Karl-Marx-Straße 49, 49a (Karte)        | 1843                                                                               | Bau- und ortsgeschichtliche sowie städtebauliche Bedeutung. Dreigeschossiger Bau mit Putzfassade und Walmdach, elf Achsen, Mittelrisalit mit Pilastergliederung und Dreiecksgiebel, Putzfaschen bzw. profilierte Putzgewände, Gesimsgliederung. Ausstattung: weitgehend originale Fenster, Innentüren, Treppenhaus, Haustür, Außentreppe. | 09232298 |
|                                         | Wohnhaus in geschlossener Bebauung                                                                                       | Karl-Marx-Straße 53 (Karte)             | Um 1850                                                                            | Zeugnis des Wiederaufbaus nach dem Stadtbrand von 1840, bau- und ortsentwicklungsgeschichtliche sowie städtebauliche Bedeutung. Zweigeschossiger Putzbau mit Bruchstein-Ziegel-Mauerwerk, Erdgeschoss faszierte Gewände mit Korbbögen, im Obergeschoss Gewände mit Sturz, Putz original, alte Fenster, schmiedeeiserner Fahnenhalter. | 09232306 |
|                                         | Laurentiuskirche (mit Ausstattung) und Pflasterung des Kirchplatzes                                                      | Kirchplatz 7 (Karte)                    | 1841–1845                                                                          | Stadtbildprägender Bau von hoher architektonischer Qualität, im Rundbogenstil des 19. Jahrhunderts, mit klassizistischen Einflüssen, baugeschichtlich und ortsgeschichtlich von Bedeutung. Putzbau mit geradem Chorschluss und Apsis, Ecklisenen, Rundbogenfenster, Westturm, Tonnengewölbe mit stuckierten Kreuzrippen, Emporen mit rundbogigen Logen, im Chor Jugendstilausmalung (Julius Zeißig, 1909), Altar, Holzkanzel, Taufbecken, Tafelbild, Farbglasfenster, Architekt: Ernst Otto Roßbach (Plauen). Die Kirche wurde nach dem Stadtbrand, der den Vorgängerbau zerstörte, neu errichtet. | 09232297 |
| Direkt Bild zu diesem Denkmal hochladen | Wohn- und Geschäftshaus in Ecklage                                                                                       | Lange Straße 1 (Karte)                  | Um 1915                                                                            | Baugeschichtliche Bedeutung. Zweigeschossiger Bau mit Putzfassade in Ecklage, Walmdach und Dachhäuschen, im Erdgeschoss alter Ladeneinbau, Putzgliederung, Putzgewände. Ausstattung: originale Fenster, teilweise Winterfenster, originale Eingangstür, originaler Werbeschriftzug. | 09232301 |
| Direkt Bild zu diesem Denkmal hochladen | Wohnhaus in geschlossener Bebauung                                                                                       | Lange Straße 10 (Karte)                 | Um 1860                                                                            | Bau- und ortsentwicklungsgeschichtliche Bedeutung, gründerzeitliche Fassade. Zweigeschossiger Bau in der Stadtbrandfolge, mit Putzfassade und Satteldach, Tordurchfahrt mit steinernen Radabweisern und schönem Tor, im Erdgeschoss Putzquaderung und Putzfaschen, im Obergeschoss profilierte Putzgewände mit palmettenartiger Bekrönung, Putzfries mit Rosetten, durchlaufende Sohlbank. | 09232299 |
| Direkt Bild zu diesem Denkmal hochladen | Wohnhaus in geschlossener Bebauung                                                                                       | Lange Straße 27 (Karte)                 | Um 1845                                                                            | Mit Laden, weitgehend authentischer früher Historismusbau, bau- und ortsentwicklungsgeschichtliche sowie städtebauliche Bedeutung. Zweigeschossiger Bau in Stadtbrandfolge, mit Putzfassade, Satteldach, in Mittelachse breit gelagertes Portal mit faszierten Gewänden, flankiert von Pilastern, darüber Gebälk, im Erdgeschoss Reste der alten Putznutung und Putzpilaster, im Obergeschoss Glattputz, faszierte Gewände mit Gesimsverdachung, Sockel aus Sandsteinquadern. Ausstattung: Torflügel und Oberlicht, Drückergarnitur. | 09232304 |
| Direkt Bild zu diesem Denkmal hochladen | Wohnhaus in geschlossener Bebauung                                                                                       | Marktplatz 1 (Karte)                    | Nach 1850                                                                          | Trotz Veränderungen von städtebaulicher und womöglich baugeschichtlicher Bedeutung. Zweigeschossiger Bau mit Putzfassade und Attikageschoss, drei Achsen, profilierte Gewände, Türgewände mit Schlussstein, Fassadengliederung durch Gesimse und Putzvorlagen, Treppenhaus, Bleiglas, Terrazzo, Bodenfliesen, Haustür, Wohnungstüren. | 09232293 |
| Weitere Bilder                          | Rathaus | Marktplatz 1 (Karte)                    | 1842–1843                                                                          | Klassizistische Einflüsse, bau- und ortsgeschichtliche sowie städtebauliche Bedeutung. Zweigeschossiger Putzbau, Stadtbrand-Folgebau, auf Granitsockel mit Satteldach (westlich abgewalmt), neun Achsen, Mittelrisalit mit Treppengiebel, Gewände der Fenster im Sockelbereich abgefast, Putzfassade mit Nutung, profilierte Fensterlaibungen, Spitzbogenfries, gekehlte Traufe, Giebel des Risalits mit Blendmaßwerk, Rathausuhr, Balkon mit Konsolen in Mittelachse, Eingangstür mit Oberlicht, Treppenhaus, Bleiglasfenster (Fritz Mönkemeyer). Architekt: Ludwig Herold. | 09232289 |
|                                         | Hotel Grüner Baum in geschlossener Bebauung                                                                              | Marktplatz 18 (Karte)                   | Um 1850                                                                            | Repräsentativer gründerzeitlicher Bau am Marktplatz mit aufwändiger Dachlandschaft, ortsgeschichtliche und städtebauliche Bedeutung. Zweigeschossiger Putzbau mit Mansarddach und aufwendig gestalteten Dachausbauten, im Erdgeschoss Putzfaschen, im Obergeschoss Gewände (profiliert), alte Schieferdeckung, ursprünglich Tordurchfahrt, Putzgliederung entstellend vereinfacht. | 09232291 |
|                                         | Pfarrhaus in halboffener Bebauung, mit rückwärtigen Anbauten im Hof                                                      | Marktplatz 19 (Karte)                   | Um 1870                                                                            | Klassizistische Einflüsse, architektonisch anspruchsvoll, ortsgeschichtliche, baugeschichtliche und städtebauliche Bedeutung. Zweigeschossiger Bau mit Putzfassade und Satteldach, Granitsockel, Putznutung im Erdgeschoss, dort auch profilierte Gewände mit Ohrung, Putzgliederung, steinerne Radabweiser, im Obergeschoss Gesimsverdachungen, Konsolgesims, zwischen Konsolen im Wechsel Lüftungsgitter oder Rosette, originale Türen und Granitplatten, Einfriedung. Seitengebäude wahrscheinlich etwas jünger. | 09232292 |
| Weitere Bilder                          | Feuerwehrgebäude | Marktstraße 2 (Karte)                   | Um 1925                                                                            | Qualitätvoller Bau der 1920er Jahre mit aufwändigem Bauschmuck und markantem Turmbau, im Heimatstil, bau- und ortsgeschichtliche sowie städtebauliche Bedeutung. Zweigeschossiger Bau mit Putzfassade, fünf Achsen, dreiachsiger Mittelgiebel, seitlicher Turmanbau mit Mosaikschmuckfeld, in Mittelachse Stufenportal mit Hohlkehle, Fenstergewände profiliert, Walmdach schiefergedeckt, Schleppgaupen. Ausstattung: originale Eingangstür und Ausfahrtstore, Bodenfliesen, originales Treppenhaus, Bleiglasfenster, Wohnungstüren, Türschilde und -bleche, Hoftür mit sternförmigem Bleiglasfenster, Außenwandmosaik. | 09232295 |
| Direkt Bild zu diesem Denkmal hochladen | Mietshaus in halboffener Bebauung                                                                                        | Marktstraße 5 (Karte)                   | Um 1905                                                                            | Baugeschichtliche und städtebauliche Bedeutung, Späthistorismusbau. Dreigeschossiger Bau mit Putzfassade, Mansarddach mit Gaupen, fünf Achsen, Tür mit Oberlicht (Pressglas), Putzgewände. Ausstattung: originale Fenster, Tür, Oberlicht, Schieferdeckung, Strukturglasfenster im Treppenhaus. | 09232300 |
| Direkt Bild zu diesem Denkmal hochladen | Einfahrt eines Eisenbahntunnels                                                                                          | Moschwitzer Straße (Karte)              | 1873–1874                                                                          | Als Teil der 1875 eröffneten Strecke Gera Süd–Weischlitz (6269, sä. GWz, Elstertalbahn) von orts- und verkehrsgeschichtlicher Bedeutung. Eingangsbauwerk des Eisenbahntunnels mit Naturstein verblendet, bossierter Quader als Bogeneinfassung. | 09232323 |
| Direkt Bild zu diesem Denkmal hochladen | Wohnhaus in halboffener Bebauung                                                                                         | Moschwitzer Straße 3 (Karte)            | Um 1890                                                                            | Gründerzeitlicher Ortserweiterungsbau, baugeschichtliche Bedeutung. Zweigeschossiger Bau mit Putzfassade auf Werkstein-Sockelgeschoss. Ausstattung: Granitstufen, originale Haustür, Winterfenster, veränderte Ziegeldeckung, liegende Dachfenster. | 09232324 |
| Direkt Bild zu diesem Denkmal hochladen | Wohnhaus in offener Bebauung (sogenanntes Altes Haus)                                                                    | Moschwitzer Straße 8 (Karte)            | 1884                                                                               | Sommerhaus im Schweizer Stil (Zierfachwerk), an ortsgeschichtlich bedeutsamer Stelle (erste Burganlage). Eingeschossig, mit turmartigem Anbau, Wintergarten mit alten Glasfenstern, Giebel mit Schnitzereien und Satteldach mit Dachüberstand, alle alten Fenster, seitlicher Anbau (ehemals Balkon) massiv. | 09232290 |
| Direkt Bild zu diesem Denkmal hochladen | Seilereimaschinen (Transmission, Flechtmaschine, Knäuelmaschine) der ehemaligen Seilerei Sammt / Seilerei Max Hermann    | Moschwitzer Straße 21 (Karte)           | 1930                                                                               | Ursprünglich mit Wasserkraft betrieben, technisches Denkmal von ortsgeschichtlicher Bedeutung. Heutiger Bau von 1928 (bauliche Hülle kein Kulturdenkmal). | 09232390 |
| Direkt Bild zu diesem Denkmal hochladen | Wohnhaus in Ecklage, mit Gartenlaube                                                                                     | Pfortenstraße 12 (Karte)                | Um 1820 und später                                                                 | Eines der wenigen erhaltenen Häuser aus der Zeit vor dem Stadtbrand, daher lokaler Seltenheitswert, ortsgeschichtliche und städtebauliche Bedeutung. Zweigeschossiger Putzbau mit Satteldach, sieben Achsen, linke zwei Achsen später, Putzfaschen und Gesimse. Ausstattung: alte Fenster und Zimmertüren. | 09232310 |
| Direkt Bild zu diesem Denkmal hochladen | Mietshaus in halboffener Bebauung                                                                                        | Piehlerstraße 19 (Karte)                | Um 1900                                                                            | Schlichter gründerzeitlicher Klinkerbau, bau- und ortsentwicklungsgeschichtliche Bedeutung. Zweigeschossig, Bruchsteinsockel, gelbe Klinkerfassade mit Sandsteinbändern, zum Teil grünglasierte Ziegel, Terrassenstufen, ornamentale Eisenanker, Fenster erneuert. | 09232365 |
|                                         | Vorbau, Gartenpavillon, Hofpflaster und Einfriedung einer ehemaligen Villa                                               | Plauensche Straße 1 (Karte)             | Um 1920                                                                            | Vorbau in originalem Zustand außen und innen (Treppenhaus, Eingangstür, Fußbodenmosaik), baugeschichtliche Bedeutung. Wandfliesen mit Abschlussleiste, Bleiglasfenster, Eingangstür mit geschliffenem Glas und Fenstergitter. | 09232312 |
|                                         | Ehemalige Poliklinik (Stadtambulatorium Elsterberg)                                                                      | Plauensche Straße 3 (Karte)             | Um 1925                                                                            | Authentisch im Stil der 1920er Jahre, orts- und baugeschichtliche Bedeutung, reiche originale Ausstattung erhalten. Dreigeschossiger Putzbau mit Natursteinsockel und Walmdach (neu verschiefert), elf Achsen, zwei Aufgänge, die den Bau in je drei Achsen gliedern, Fensterlaibungen gerundet und kanneliert, Ausstattung: originale Treppen, Geländer, Fußbodenkacheln, Eingangs- und Windfangtür mit Bleiglasfenstern, Briefkasten, Eisenbeschlag in Eingangstüren, Wandfliesen im Treppenhaus mit Abschlussleiste mit kaminartiger Wandnische und Schaltertür, heute Ärztehaus. | 09232311 |
| Direkt Bild zu diesem Denkmal hochladen | Wohnhaus in geschlossener Bebauung                                                                                       | Plauensche Straße 30 (Karte)            | Um 1880                                                                            | Baugeschichtliche Bedeutung. Zweigeschossig, vierachsige Putzfassade, Satteldach mit kleinen liegenden Dachfenstern, Ziegeldeckung, Putzfaschen, Gesims unter Sohlbankgesims abgeschlagen, Sohlbankgesims im Obergeschoss, alte Fenster, Tür mit Oberlicht erneuert. | 09232341 |
| Direkt Bild zu diesem Denkmal hochladen | Wohnhaus in halboffener Bebauung                                                                                         | Plauensche Straße 32 (Karte)            | Um 1880                                                                            | Baugeschichtliche Bedeutung, früher Gründerzeitbau. Zweigeschossig, vierachsige Putzfassade, Satteldach mit neuer Ziegeldeckung, Putzfaschen, Sohlbankgesims im Obergeschoss, Gesims darunter abgeschlagen, Tür später, mit Oberlichten, alte Fenster. | 09232342 |
| Direkt Bild zu diesem Denkmal hochladen | Wohn- und Verwaltungsgebäude einer Weberei                                                                               | Plauensche Straße 37, 37a (Karte)       | Um 1910                                                                            | Markanter Putzbau mit Mansarddach, im Reformstil der Zeit um 1910, baugeschichtliche und ortsgeschichtliche Bedeutung. Zweigeschossig, Mansarddach mit Gaupen und Dachhäusern, Putzfassade, sparsame Putzornamentik, originaler Eingang mit Originaltür, wellenförmig geschwungene Traufhechte. Industriekomplex: Lisenengliederung mit großen Fensteröffnungen, Walmdach mit Gaupen, Inschrift: „Max Mayer Architekt“. Plauen. | 09232383 |
| Direkt Bild zu diesem Denkmal hochladen | Doppelwohnhaus in offener Bebauung am Ortseingang                                                                        | Plauensche Straße 39, 41 (Karte)        | Um 1905                                                                            | Heimatstil mit Jugendstilelementen, baugeschichtliche Bedeutung. Zweigeschossig, Mansarddach, zwei Giebel Zierfachwerk mit Verbretterung, Putzfassade, Natursteinsockel, Brüstungsfelder zum Teil ornamentiert (Jugendstileinfluss), Fachwerkausbauten, Edelputz, originale Türen und Fenster, originale Farbigkeit (hellblau gestrichene Fachwerkkonstruktion), hölzerne Dachtraufe zum Teil mit Konsolen, Eingangsbereich Nummer 39 mit hölzernem Vordach. | 09232378 |
| Direkt Bild zu diesem Denkmal hochladen | Mietvilla mit Garten | Rasweg 1 (Karte)                        | Bezeichnet mit 1899                                                                | Zeittypisches Gründerzeitgebäude, baugeschichtliche Bedeutung. Zweigeschossiger Bau in Hanglage mit Klinkermischfassade (Putzgliederung), Kunststeingewände, seitlicher verbretterter Gebäudeteil mit Vorgespärre, seitlicher hölzerner Eingangsvorbau mit Ätzglasfenstern, originale Haustür mit Fenstern, Oberlicht, Türgittern (Initialen „K.H.“), Drückergarnitur, originale Treppe, in Eingangshalle preußische Kappen. | 09232332 |
| Direkt Bild zu diesem Denkmal hochladen | Wohnhaus in offener Bebauung                                                                                             | Rasweg 8 (Karte)                        | Um 1920                                                                            | Baugeschichtliche Bedeutung, im traditionellen Stil der 1920er Jahre. Villenartiges Wohnhaus auf hohem Natursteinsockel (Polygonalmauerwerk), Walmdach mit Walmdachgaupen. Ausstattung: alte Fenster, Bleiglasfenster im Treppenhaus. Alter Putz, Schieferdeckung. | 09232329 |
| Direkt Bild zu diesem Denkmal hochladen | Wohnhaus in offener Bebauung                                                                                             | Rasweg 10 (Karte)                       | Um 1930                                                                            | Baugeschichtliche Bedeutung, im Stil der 1920er Jahre. Putzfassade, Klinkersockel, Walmdach mit Schieferdeckung. Ausstattung: originale Fenster, teilweise entstellend erneuert. | 09232330 |
| Direkt Bild zu diesem Denkmal hochladen | Wohn- und Geschäftshaus in Ecklage                                                                                       | Robert-Schenker-Straße 2 (Karte)        | Um 1905                                                                            | Zeugnis der Stadterweiterung, Gründerzeitbau, baugeschichtliche und städtebauliche Bedeutung. Dreigeschossiger Putzbau, elf-drei-sieben-achsig, Putz-Klinker-Fassade, Sockelzone aus verputztem Bruchstein mit Ritzfugen und Putznutung, Sohlbankgesims im Erdgeschoss und ersten Obergeschoss, Eckbetonung durch turmartiges viertes Obergeschoss und Zwiebelhaube, Mansarddach mit Dachhäuschen, Gliederung durch Materialwechsel, Scheinerker über zwei Geschosse in Klinker, Dacherker im Dachgeschoss. | 09232346 |
| Direkt Bild zu diesem Denkmal hochladen | Mietshaus in geschlossener Bebauung                                                                                      | Robert-Schenker-Straße 4 (Karte)        | Um 1905                                                                            | Zeugnis der Stadterweiterung, baugeschichtliche Bedeutung, gründerzeitliche Putz-Klinkerfassade. Dreigeschossiger Putz-Klinker-Bau, fünfachsig, mit mehrgeschossigem Erker in der Mittelachse, Fenster erneuert. Ausstattung: originales Treppenhaus. | 09232345 |
| Direkt Bild zu diesem Denkmal hochladen | Mietshaus in geschlossener Bebauung                                                                                      | Robert-Schenker-Straße 6 (Karte)        | 1905                                                                               | Weitgehend original erhaltenes Zeugnis der Stadterweiterung, baugeschichtliche Bedeutung, Bau im Stil der späten Gründerzeit, mit Jugendstilelementen. Dreigeschossig, fünfachsige Putzfassade mit flachem Seitenrisalit über Tordurchfahrt mit kleinem Giebelabschluss, Putzgliederung, Mansarddach mit Dachhäuschen. Sockel: unverputzter Bruchstein und Putzfugen. Erdgeschoss: Kellenwurfputz und durchlaufende Putzbänder, Holzpflasterung in Tordurchfahrt. Ausstattung: Terrazzofußboden mit Mosaik, Treppenhaus. | 09232344 |
| Direkt Bild zu diesem Denkmal hochladen | Mietshaus in halboffener Bebauung                                                                                        | Robert-Schenker-Straße 8 (Karte)        | 1905                                                                               | Weitgehend original erhaltenes Zeugnis der Stadterweiterung, Gründerzeithaus, baugeschichtliche Bedeutung. Dreigeschossig, vierachsige Fassade in Klinker-Putz-Mischbauweise mit Mansarddach (mit vier Dachhäuschen zur Straßenseite hin), hohe Sockelzone mit Putzquaderung. Erdgeschoss: Fenstergewände mit Halbrundstäben. Ausstattung: altes Fensterglas, Außen-WC-Türen, Terrazzofußboden, Malerei aus den 1950er Jahren, Jugendstilwohnungstüren mit altem Griff und Oberlichten. | 09232343 |
| Direkt Bild zu diesem Denkmal hochladen | Tankstelle und Garagen                                                                                                   | Rosa-Luxemburg-Straße 7, 8 (Karte)      | Um 1935                                                                            | Seltenheitswert, bau- und verkehrsgeschichtliche Bedeutung. Eingeschossiger Bau mit Walmdach und Schleppgaupe mit alten Sprossenfenstern und Schieferdeckung. Hinterer Teil: Werkstatteinbauten, davor Vorfahrt mit gemauerten Natursteinpfeilern, Garagenbau mit Walmdach mit Dachpappe. | 09232356 |
| Direkt Bild zu diesem Denkmal hochladen | Wohnhaus in offener Bebauung, mit Einfriedung                                                                            | Sachswitzer Straße 1 (Karte)            | Um 1895                                                                            | Aufwändig gestaltete Fassade des Historismus, vor allem baugeschichtliche Bedeutung. Zweigeschossiger Putz-Klinker-Bau, Mansarddach mit Gaupen, Treppenhaus mit Fliesen, originale Treppengeländer, Stuck, Tür mit Eisengitter, Sockel aus Kunststein, figurale Plastik, Kellerfenstergitter, Fenstergewände, Traufgesims mit Zahnschnitt aus Kunststein, Einfriedung mit hohem Sockel aus Polygonalmauerwerk. | 09232376 |
| Direkt Bild zu diesem Denkmal hochladen | Wohnhaus am Fuße des Burgberges                                                                                          | Schloßstraße 11 (Karte)                 | 18. Jahrhundert oder älter                                                         | Alterswert, bau- und ortsgeschichtliche Bedeutung. Zweigeschossig, Mansarddach, mächtige Mauern, Tür aus den 1920er Jahren. | 09232381 |
| Weitere Bilder                          | Wohnhaus | Thomas-Müntzer-Straße 2 (Karte)         | Um 1890, Kern wohl 16. Jahrhundert                                                 | Mit späterem Ladeneinbau, von baugeschichtlicher und historischer Bedeutung (Thomas Müntzer als Gast), im Kern das älteste erhaltene Haus von Elsterberg, außerdem städtebaulich relevant. Aus ursprünglich zwei Häusern zusammengesetzt. Rechter Teil mit Mansarddach: Fachwerk im Obergeschoss, Lehmweller als Ausfachung, massiv im Erdgeschoss, ehemaliger Gutshof. Keller: ehemalige Badestube, dann Barkeller. 1938: Gasthaus (alte Gasthausausstattung), links Walmdach, Baugeschichte unklar. Ausstattung: Wandfliesen um 1890. | 09232337 |
| Direkt Bild zu diesem Denkmal hochladen | Wohnhaus in geschlossener Bebauung                                                                                       | Thomas-Müntzer-Straße 6 (Karte)         | 18. Jahrhundert, womöglich älter                                                   | Baugeschichtliche und städtebauliche Bedeutung, vermutlich eines der ältesten Gebäude des Ortes, Obergeschoss Fachwerk verputzt. Zweigeschossiges Wohnhaus, Erdgeschoss massiv, Obergeschoss Fachwerk, Satteldach Schleppgaupen, altdeutsche Deckung, Putzfassade, Haustür (Jugendstil). Original: alte Fenster und Verglasung. | 09232340 |
| Direkt Bild zu diesem Denkmal hochladen | Einfriedung eines Grundstücks                                                                                            | Thomas-Müntzer-Straße 7 (Karte)         | Um 1890                                                                            | Künstlerisch-handwerkliche und städtebauliche Bedeutung. Schmiedeeiserne Garteneinfriedung auf Bruchsteinsockel und Kunststeinborden. | 09232338 |
| Direkt Bild zu diesem Denkmal hochladen | Wohnhaus in geschlossener Bebauung                                                                                       | Thomas-Müntzer-Straße 8 (Karte)         | 2. Hälfte 18. Jahrhundert                                                          | Baugeschichtliche und städtebauliche Bedeutung, schlichter Barockbau, wohl ehemaliges Fachwerk. Zweigeschossiges Wohnhaus mit Putzfassade, Mansarddach mit zwei Schleppgaupen, Giebel schieferverblendet, Bruchsteinsockel. | 09232339 |
| Direkt Bild zu diesem Denkmal hochladen | Ehemaliges Hospital | Unterer Schloßberg 4 (Karte)            | Um 1870                                                                            | Bau- und ortsgeschichtliche Bedeutung, im Stil des Frühhistorismus. Zweigeschossiger massiver Putzbau auf Natursteinsockel, Satteldach mit Gaupen, Putzgliederung, Putzfaschen, Zwerchhaus, Tür und Putz erneuert, gekuppelte Fenster im Giebel, Naturstein-Sohlbänke, alte Hauseingänge vorn zugesetzt, Ausstattung: Granitstufen, Treppengeländer, dazwischen eingestellte Säule. | 09232308 |
| Direkt Bild zu diesem Denkmal hochladen | Wohnhaus in geschlossener Bebauung                                                                                       | von-Trützschler-Straße 7 (Karte)        | Bezeichnet mit 1905                                                                | Gründerzeitgebäude mit auffälliger Dachlandschaft und Fassadengestaltung, baugeschichtliche Bedeutung. Zweigeschossiger Putzbau mit Natursteinsockel, schiefergedecktes Satteldach, drei Volutengaupen mit Zwiebelhauben, Putzgliederung, Stabwerkgewände, Jugendstiltür mit geschliffenem Glas und Oberlicht, Terrazzofußboden, originales Treppenhaus mit farbigen Pressglasfenstern. | 09232317 |
| Direkt Bild zu diesem Denkmal hochladen | Gartenpavillon | von-Trützschler-Straße 13 (Karte)       | Um 1900                                                                            | Bau- und sozialgeschichtliche Bedeutung. Gartenpavillon im Heimatstil, Schieferdeckung. | 09232335 |
| Direkt Bild zu diesem Denkmal hochladen | Mietshaus in Ecklage | Wallstraße 3 (Karte)                    | Um 1865                                                                            | Bildprägende Lage, gründerzeitliche Putzfassade, auch baugeschichtliche Relevanz. Zweigeschossiger Bau mit Putzfassade in Ecklage, in Ecksituation dreiachsiges Turmgeschoss, in Gebäudeecke ehemals Laden, unverputzter Bruchsteinsockel, im Erdgeschoss Gliederung durch Putzlisenen, Putzgliederung mit kräftigen Gesimsen, Putzgewände, stuckierte Fensterbekrönung, Satteldach mit altdeutscher Schieferdeckung. Ausstattung: Treppenhaus, originale Wohnungstüren, Bodenfliesen, teilweise originale Fenster, teilweise originale Winterfenster. | 09232294 |
| Weitere Bilder                          | Schule und Turnhalle, Trinkwasserbrunnen sowie Hof- und Gehwegpflasterung                                                | Wallstraße 16 (Karte)                   | Um 1910                                                                            | Architektonisch qualitätvoller Bau in exponierter Lage, bau- und ortsgeschichtliche sowie städtebauliche Bedeutung, im Reformstil der Zeit um 1910 mit Elementen im Stil der deutschen Neorenaissance. Viergeschossiger Putzbau mit Schiefersockel und reicher Dachlandschaft in offener Bebauung, Gesimsgliederung, Freitreppe, Portal mit kassettierter Laibung und flankierenden Pilastern, Oberlichte in Bekrönung, Erker, zwei Dachreiter, Wand- und Bodenfliesen, Treppenhaus, Türen, Hofpflasterung, Ausstattung: originale Fenster (nur an Wetterseite ersetzt), Portal, Seiteneingang, Fenstergitter, Feuerlöschschränke, Garderobenhaken, Trinkwasserbrunnen, Einfriedung, Kleinpflasterung auf Fußweg, spätere eingeschossige Turnhalle mit Satteldach. | 09232296 |
| Direkt Bild zu diesem Denkmal hochladen | Mietshaus in geschlossener Bebauung                                                                                      | Walter-Suchanek-Straße 3 (Karte)        | Um 1908                                                                            | Stadterweiterungsbau, im Reformstil der Zeit um 1910, baugeschichtlich von Bedeutung. Dreigeschossig, sechsachsige Putzfassade auf Sockel aus großen Natursteinquadern um Eingangsbereich hochgezogen, Mittelrisalit mit Giebelabschluss, Putzgliederung, Gesims am Risalit, Spiegel im Brüstungsbereich, Mansarddach mit Eternitplatten und Schleppgaupen, Putzfaschen um Fenster und Tür, Überdachung über Tür, Sprossenfenster mit Kämpfer mit Wellenband, alte Verglasung, originale Türen mit Oberlichten. | 09232355 |
| Direkt Bild zu diesem Denkmal hochladen | Wohnhauszeile | Walter-Suchanek-Straße 6, 8, 10 (Karte) | 1954                                                                               | Mit Laden, baugeschichtlich von Bedeutung, seltenes Zeugnis noch authentischer Architektur der frühen DDR, auch städtebauliche Bedeutung. Planerisches Ensemble mit Kindergarten, Ambulatorium und anderem an der Walter-Suchanek-Straße. Der Gebäudekomplex, der über Eck mit drei Hauseingängen und Eckladen errichtet wurde, ist ein dreigeschossiger Putzbau von baugeschichtlicher, ortsgeschichtlicher und städtebaulicher Bedeutung. Er wurde wesentlich 1954 als Sonderprojekt errichtet, um das Wohnraumproblem der Arbeiter des Spinnfaserwerkes (Enka) zu beheben. Dieses Werk prägte die Nachkriegswirtschaft Elsterbergs entscheidend, was nicht nur durch das Wohnraumprojekt, sondern auch durch einen Kindergarten und ein Ambulatorium gleichen Baustils seinen Ausdruck fand (ebenfalls Walter-Suchanek-Straße). Der Baustil mit den tiefen Baukörpern und flachen Walmdächern ist typisch für die frühe DDR-Zeit und weist unter anderem mit dem „Klassizismus“ seiner Erdgeschoss-Putznutung auf „nationales Kulturerbe“. Gestalterische Akzente setzen weiterhin Gurtgesimse und die Kunststeinrahmungen einiger Öffnungen, gegiebelte Risalite markieren optisch die Treppenhäuser und die Erdgeschoss-Ladenzone mit Balkon darüber als Eckakzent erinnert an Prämissen des Städtebaus der 1920er Jahre. Kunst am Bau fand man in einem Sgraffito „Tanz um den Maibaum“, das mittlerweile verdeckt ist. Angedacht war ursprünglich auch eine menschengroße Eckskulptur, die aber nicht ausgeführt wurde. Den bereits aus der Entstehungszeit des oben genannten Werkes stammenden Wohnhäusern gegenüber (1909 ff.) wurde diese 1950er-Jahre-Bebauung durch ihre geschlossene Form angeglichen, wodurch ein städtisches Ambiente mit Platzbildung entstand.                                                                                            | 09302023 |
| Direkt Bild zu diesem Denkmal hochladen | Mietshaus in geschlossener Bebauung                                                                                      | Walter-Suchanek-Straße 9 (Karte)        | Um 1905                                                                            | Baugeschichtlich von Bedeutung, gründerzeitliche Klinker-Putz-Fassade. Dreigeschossig, sechsachsige Putz-Klinker-Fassade mit Mansarddach mit Dachpappe und drei Schleppgaupen, Eingangsbereich mit Granitstufen und originaler Jugendstiltür mit Oberlichten, darüber Scheinerker aus vorgeblendet mit Giebel in Dachzone, Erker polygonal im ersten Obergeschoss, Putzgliederung mit Ohrung und Gesims im ersten Obergeschoss mit Entlastungsbogen in Klinker (grün-rot), Sockelzone mit verputztem Bruchsteinmauerwerk und Ritzfugen und darüber Putzquaderung. Erdgeschoss: Halbrundstäbe, Haustür zum Teil mit Ätzglas, Terrazzo-Mosaik-Fußboden. | 09232347 |
| Direkt Bild zu diesem Denkmal hochladen | Mietshaus in geschlossener Bebauung                                                                                      | Walter-Suchanek-Straße 11 (Karte)       | Um 1905                                                                            | Stadterweiterungsbau, baugeschichtliche Bedeutung, gründerzeitliche Klinker-Putz-Fassade. Dreigeschossig, sechsachsige Putz-Klinker-Fassade mit Mansarddach mit Dachpappe und sechs Dachhäuschen über hoher Sockelzone aus unverputzten Bruchsteinquadern mit verputztem Feld darüber. - Erdgeschoss: Sohlbankgesims mit Halbrundstäben und grün-roten Entlastungsbogen - Erstes Obergeschoss: Sohlbankgesims mit Putz-Fensterumrahmungen und Entlastungsbögen aus Klinkersteinen - Zweites Obergeschoss: Putz-Klinker-Gliederung - Ausstattung: originales Treppenhaus, Wohnungstüren, Haustür original mit neuem Glas | 09232348 |
| Direkt Bild zu diesem Denkmal hochladen | Mietshaus in geschlossener Bebauung                                                                                      | Walter-Suchanek-Straße 13 (Karte)       | Um 1905                                                                            | Stadterweiterungsbau, baugeschichtliche Bedeutung, gründerzeitliche Klinker-Putz-Fassade. Dreigeschossig, fünfachsige Putz-Klinker-Fassade mit Mansarddach mit Dachpappe und fünf Schleppgaupen über hoher Sockelzone aus unverputzten Bruchsteinquadern mit verputztem Feld darüber - Erdgeschoss: Sohlbankgesims mit Halbrundstäben und grün-roten Entlastungsbögen - Erstes Obergeschoss: Sohlbankgesims mit Putzfensterumrahmungen und Entlastungsbogen aus Klinkersteinen - Zweites Obergeschoss: Putz-Klinker-Gliederung - Ausstattung: originale Haustür, Wohnungstüren, Außen-WC-Türen, Treppenhaus, Fußbodenkacheln, Haustür original mit neuem Glas, innen nicht gesehen, alte Fenster mit altem Fensterglas | 09232349 |
| Direkt Bild zu diesem Denkmal hochladen | Mietshaus in geschlossener Bebauung                                                                                      | Walter-Suchanek-Straße 15 (Karte)       | Um 1905                                                                            | Stadterweiterungsbau, baugeschichtliche Bedeutung, gründerzeitliche Klinker-Putz-Fassade. Dreigeschossig, sechsachsige Putz-Klinker-Fassade mit Mansarddach mit Dachpappe und drei Schleppgaupen, Eingangsbereich mit Granitstufen und alter Jugendstiltür mit Oberlichten, darüber Scheinerker aus Klinker mit Giebel in Dachzone, Putzgliederung mit Ohrung und Gesims im ersten Obergeschoss mit Entlastungsbogen in Klinker (grün-rot). Erdgeschoss: Halbrundstäbe. | 09232350 |
| Direkt Bild zu diesem Denkmal hochladen | Putzrelief an einem Haus                                                                                                 | Walter-Suchanek-Straße 17 (Karte)       | Um 1960                                                                            | Von sozialhistorischer Bedeutung, lokaler Seltenheitswert | 09232351 |
| Direkt Bild zu diesem Denkmal hochladen | Kindergarten mit Einfriedung                                                                                             | Walter-Suchanek-Straße 19 (Karte)       | Um 1955                                                                            | Authentisches Zeugnis der frühen DDR-Architektur, baugeschichtliche und sozialgeschichtliche Relevanz, Seltenheitswert. Eingeschossiger Putzbau mit aufgeputzten Eckquadern und Putznutung auf hohem Sockelgeschoss aus Bruchsteinschichtwerk, Satteldach mit Dachpappe und Schleppgaupen, Holzschindeln an Schleppgaupen, vorn Hechtgaupe, hochrechteckige Fenster, Grundriss mit zwei stark vorkragenden Risaliten und mittig vorgelagertem Treppenhaus, alte Fenster, Einfriedung. | 09232352 |
| Direkt Bild zu diesem Denkmal hochladen | Wandbild (Glasmosaik und Aluminiumband)                                                                                  | Walter-Suchanek-Straße 23a–d (Karte)    | 1972                                                                               | Qualitätvolles Wandbild mit Ikonographie aus DDR-Zeit, geschichtlicher und künstlerischer Wert. Mosaikputzwandbild mit Konturierung durch Aluminiumbänder, signiert mit den Buchstaben „O K“. Inhalt zwei verschiedene Sphären: Sputnik umkreist Erdsphären (das Kosmische), Mensch, Friedenstaube, Blume, Ähre (das Weltliche). | 09232354 |

### Ehemalige Denkmäler (Elsterberg)
| Bild                                    | Bezeichnung                                                     | Lage                              | Datierung | Beschreibung | ID       |
| --------------------------------------- | --------------------------------------------------------------- | --------------------------------- | --------- | --- | -------- |
| Direkt Bild zu diesem Denkmal hochladen | Wohnhaus (mit drei Eingängen) in offener Bebauung               | Greizer Straße 8, 10, 12 (Karte)  | Nach 1920 | Zeittypische Formensprache, bau- und ortsentwicklungsgeschichtliche Bedeutung. Dreigeschossiger Putzbau, Walmdach mit Gaupen, drei rundbogige Eingangstüren, Klinkersockel, polygonale Standerker aus Klinker mit Klinkerbändern, Fensterfaschen aus Kunststein, gekehlte Traufe, Eingangstüren mit Oberlicht und Klinkerrahmung, Treppenhaus original. 2013 abgerissen. | 09232374 |
| Direkt Bild zu diesem Denkmal hochladen | Schornstein                                                     | Greizer Straße 9 (Karte)          | Um 1890   | Ziegelsichtiger Schornsteinbau, technisches Denkmal. Ziegelmauerwerk, hoher quadratischer aufwendig ornamentierter Sockel, darüber polygonaler Schornstein. Zwischen 2010 und 2016 abgerissen. | 09232371 |
| Direkt Bild zu diesem Denkmal hochladen | Wohnhaus in offener Bebauung                                    | Hinterer Schloßberg 13 (Karte)    | Um 1860   | Authentisches Zeugnis der vorhistoristischen Ortsbebauung, bau- und ortsentwicklungsgeschichtliche Bedeutung, lokaler Seltenheitswert. Zweigeschossiger Putzbau, Erdgeschoss massiv (Ziegelmauerwerk), Obergeschoss Fachwerk verputzt, Rückseite unverputzt, siebenachsig, Lehmziegelausfachung, Krüppelwalmdach, Zwerchhaus. Ausstattung: originale Tür, Fenster, teilweise Winterfenster, Eternit- und Ziegeldeckung, ehemals Fensterläden im Erdgeschoss, große Teile der Ausstattung erhalten. Zwischen 2019 und 2024 aus der Denkmalliste gestrichen. | 09232307 |
| Direkt Bild zu diesem Denkmal hochladen | Mietshaus in geschlossener Bebauung (Doppelmietshaus mit Nr. 9) | Piehlerstraße 7 (Karte)           | Um 1890   | Baugeschichtliche Bedeutung, Gründerzeitgebäude, elegant gegliederter Neorenaissancebau. Dreigeschossig, Putz-Klinker-Fassade, Terrassendach mit Gaupen, Mittelrisalit, Pilastergliederung, genutetes Erdgeschoss, originale Tür mit Eisengitter. Einflüsse der Neorenaissance. 2013 abgerissen. | 09232363 |
| Direkt Bild zu diesem Denkmal hochladen | Mietshaus in geschlossener Bebauung (Doppelmietshaus mit Nr. 7) | Piehlerstraße 9 (Karte)           | Um 1890   | Gründerzeitgebäude, elegant gegliederter Neorenaissancebau, baugeschichtliche Bedeutung. Dreigeschossig, Putz-Klinker-Fassade, Terrassendach mit Gaupen, Mittelrisalit, Pilastergliederung, genutetes Erdgeschoss, originale Tür mit Eisengitter, originale Fenster. 2013 abgerissen. | 09232364 |
| Direkt Bild zu diesem Denkmal hochladen | Ambulatorium                                                    | Walter-Suchanek-Straße 21 (Karte) | Um 1955   | Authentisches Zeugnis der frühen DDR-Architektur, bau- und sozialhistorische Relevanz, Seltenheitswert. Ehemalige Poliklinik (Ambulatorium), zusammen mit einem Kindergarten und einem Wohnkomplex (beide ebenfalls Walter-Suchanek-Straße) um 1955 im Zusammenhang mit dem nahen „Ensa“-Werk errichtet als zweigeschossiger Putzbau von acht zu vier Achsen (mit einer Modifikation im Eingangsbereich) und mit dem für die Erbauungszeit charakteristischen Walmdach ohne Ausbauten. Architektonische Qualität des hochgradig ursprünglich erhaltenen Baues wird erreicht durch ein gediegenes, rhythmisches Verhältnis von Öffnungen und Wand sowie durch die kleinteilige Sprossung der Fenster. Der Eingang ist neoklassizistisch gerahmt, all dies sind typische Merkmale der öffentlichen Bautätigkeit der Nachkriegszeit in der DDR. Die proklamierten Formen des „Nationalen Kulturerbes“ brachten Gebäude hervor, die konservative Elemente (Türrahmung, „klassizistisch“ tiefer Baukörper, Walmdach) mit moderner Sachlichkeit (Reihung der wandbündigen Fenster) verbanden. Besondere baugeschichtliche und ortsgeschichtliche Bedeutung. Zweigeschossiger Putzbau auf Bruchsteinsockel mit flachem Mansarddach, hochrechteckige Sprossenfenster (neun Achsen) Eingangsbereich eingeschossig. Zwischen 2008 und 2016 abgerissen. | 09232353 |

## Coschütz
| Bild                                    | Bezeichnung                                   | Lage                          | Datierung            | Beschreibung | ID       |
| --------------------------------------- | --------------------------------------------- | ----------------------------- | -------------------- | --- | -------- |
| Direkt Bild zu diesem Denkmal hochladen | Grabanlage mit Buchenrondell                  | (Flurstück 214/1) (Karte)     | Ende 19. Jahrhundert | Ortsgeschichtlich von Bedeutung. Steinerne Grabeinfriedung, gusseiserne Abdeckung der Gruft, ehemals schmiedeeiserne Einfriedung, Buchenring. | 09232409 |
| Weitere Bilder                          | Kulturhaus Thomas Müntzer                     | Friedensstraße 38 (Karte)     | Um 1950              | Baugeschichtlich und ortsgeschichtlich von Bedeutung. Eingeschossiger Putzbau mit Satteldach und Gaupen, Eingang mit Treppe mit Natursteineinfassung, großer Saal mit flacher Holzdecke und Bühne, Dachreiter mit Haube und Knauf, Schieferdach, nach Sanierung denkmalgerechte Fenster.     | 09232408 |
|                                         | Rittergut Coschütz (Sachgesamtheit)           | Friedensstraße 63, 65 (Karte) | 1828                 | Sachgesamtheit Rittergut Coschütz mit dem Herrenhaus (Einzeldenkmal 09232407 unter gleicher Anschrift) und zwei Seitengebäuden (Sachgesamtheitsteile); ortshistorische Bedeutung [Störelement: Gebäude im Nordosten]                                                                         | 09302020 |
| Direkt Bild zu diesem Denkmal hochladen | Herrenhaus (Einzeldenkmal zu ID-Nr. 09302020) | Friedensstraße 63, 65 (Karte) | Bezeichnet mit 1828  | Einzeldenkmal der Sachgesamtheit Rittergut Coschütz; ortsbildprägend, ortshistorische Bedeutung. Zweigeschossiger Putzbau, Walmdach mit Gaupen, Fenster und Portal mit Natursteingewänden, Treppenaufgang mit Kreuzgratgewölbe, Mittelrisalit, eingeschossiger Anbau mit flachem Satteldach. | 09232407 |

## Cunsdorf
| Bild                                    | Bezeichnung | Lage                | Datierung             | Beschreibung | ID       |
| --------------------------------------- | --- | ------------------- | --------------------- | --- | -------- |
| Direkt Bild zu diesem Denkmal hochladen | Spritzenhaus | Cunsdorf (Karte)    | Um 1900               | Fachwerkbau, von ortsgeschichtlicher Bedeutung, ortsbildprägende Lage am Dorfteich. Satteldach, Giebelseiten mit Holztoren und zum Teil verbrettert. | 09232414 |
| Direkt Bild zu diesem Denkmal hochladen | Wohnstallhaus mit allen Seitengebäuden eines Vierseithofes (Ställe, Scheune), außerdem Backhaus, Hoftore und Pflasterung | Cunsdorf 13 (Karte) | Mitte 18. Jahrhundert | Bau- und ortsgeschichtliche Bedeutung. - Wohnstallhaus: Erdgeschoss massiv, Obergeschoss Fachwerk, zweigeschossig, Krüppelwalmdach mit altdeutscher Schieferdeckung, Obergeschoss zum Teil verschiefert, Fachwerk mit enger Ständerstellung - Scheune: holzverbrettert, Satteldach - Stall I: Erdgeschoss massiv, Obergeschoss Fachwerk, Satteldach - Stall II: massiv, Toreinfahrten mit Verdachung - Hofpflasterung: zum Teil Schieferplatten | 09232415 |

## Görschnitz
| Bild | Bezeichnung                                              | Lage                        | Datierung       | Beschreibung | ID       |
| ---- | -------------------------------------------------------- | --------------------------- | --------------- | --- | -------- |
|      | Torbogen                                                 | Görschnitz 20 (Karte)       | 19. Jahrhundert | Ortsbildprägend | 09302025 |
|      | Kriegerdenkmal für die Gefallenen des Ersten Weltkrieges | Görschnitz 39 (vor) (Karte) | 1922            | Ortsgeschichtlich von Bedeutung, in Granit, mit Inschrifttafel. Granitpostament, Stele aus gemauerten Granitbossen, drei Tafeln (schwedischer Granit) poliert und Inschriften: „Aus den Gemeinden Görschnitz starben den Heldentod“. | 09232413 |

## Kleingera
| Bild                                    | Bezeichnung                                              | Lage                            | Datierung                        | Beschreibung | ID       |
| --------------------------------------- | -------------------------------------------------------- | ------------------------------- | -------------------------------- | --- | -------- |
| Weitere Bilder                          | Herrenhaus des ehemaligen Ritterguts                     | Am Gut 1 (Karte)                | 18. Jahrhundert, Umbau nach 1915 | Ortsbildprägende Lage und Größe, bau- und ortsgeschichtliche Bedeutung. Drei Geschosse mit vielen Anbauten, Fassade geglättet (Ziegelmauerwerk, teils Bruchstein), Altan auf Holzsäulen, Sgraffiti-Sonnenuhr. Original: Eingangstür mit Oberlicht, Terrazzo im Treppenhaus, teilweise Holzböden erhalten. | 09232400 |
|                                         | Kriegerdenkmal für die Gefallenen des Ersten Weltkrieges | Am Teich 2 (neben) (Karte)      | 1920                             | Ortsgeschichtlich von Bedeutung. Grob behauener Findling auf Sandsteinpostament, Tafel mit Inschrift „1914–1918. Zu Ehren der gefallenen Söhne der Gemeinde Kleingera“. | 09232401 |
|                                         | Wohnstallhaus des Dreiseithofes                          | Coschützer Straße 2 (Karte)     | Um 1800                          | Eines der ältesten Häuser des Dorfes in markanter Straßenlage, Fachwerkbau, baugeschichtlich von Bedeutung. Zweigeschossige Putzfassade, Krüppelwalmdach, Fachwerkgiebel mit Ziegelausfachung, Erdgeschoss vermutlich Umgebinde.                                                                          | 09232402 |
| Direkt Bild zu diesem Denkmal hochladen | Wirtschaftshof und Stallungen des ehemaligen Ritterguts  | Dölauer Weg 2, 6, 8, 10 (Karte) | 18. Jahrhundert                  | Ortsbildprägende Lage und Größe, bau- und ortsgeschichtliche Bedeutung, Ziegel-Bruchstein | 09232400 |
| Direkt Bild zu diesem Denkmal hochladen | Halbmeilenstein                                          | Hauptstraße (Karte)             | 19. Jahrhundert                  | Königlich-Sächsischer Meilenstein, verkehrsgeschichtlich von Bedeutung, Sandstein | 09232406 |
| Direkt Bild zu diesem Denkmal hochladen | Halbmeilenstein                                          | Netzschkauer Straße (Karte)     | 19. Jahrhundert                  | Königlich-Sächsischer Meilenstein, verkehrsgeschichtlich von Bedeutung, Granit, eingemeißeltes Posthorn | 09232405 |
| Direkt Bild zu diesem Denkmal hochladen | Schafstall                                               | Pfannenstiel 1 (Karte)          | 18. Jahrhundert                  | Selten erhaltenes Zeugnis ländlicher Nutzbauten. Bruchsteinmauerwerk (unverputzt), schmale Fensteröffnungen, giebelseitig verbrettert, Innen offener Dachstuhl, rückseitig drei Schleppgaupen. | 09232357 |
|                                         | Wohnhaus, ehemals Schule von Kleingera                   | Schulstraße 2 (Karte)           | Um 1890                          | Ortsgeschichtliche Bedeutung, gründerzeitlicher Klinkerbau. Zweigeschossiger Klinkerbau auf Natursteinsockel, gelbe Klinkergliederung, Krüppelwalmdach, Seitenrisalit mit Dreiecksgiebel/vorspringendes Treppenhaus mit Zeltdach.                                                                         | 09232404 |

## Losa
| Bild           | Bezeichnung                                              | Lage              | Datierung | Beschreibung | ID       |
| -------------- | -------------------------------------------------------- | ----------------- | --------- | --- | -------- |
| Weitere Bilder | Kriegerdenkmal für die Gefallenen des Ersten Weltkrieges | Dorfanger (Karte) | 1922      | Ortsgeschichtlich von Bedeutung. Inschrift „Zu Ehren ihrer im Weltkriege gefallenen Brüder die Gemeinde“, mehrfach gestuftes Postament mit achteckigem Aufbau, skulpiert, Sandstein. | 09232410 |

## Noßwitz
| Bild                                    | Bezeichnung | Lage                    | Datierung                                                      | Beschreibung | ID       |
| --------------------------------------- | --- | ----------------------- | -------------------------------------------------------------- | --- | -------- |
| Direkt Bild zu diesem Denkmal hochladen | Rittergut Noßwitz (Sachgesamtheit) | Noßwitz 1 (Karte)       | 1812–1908                                                      | Sachgesamtheit Rittergut Noßwitz mit folgenden Einzeldenkmalen: Gutshof mit Wohnhaus, Ställen, Scheune, Tränke, Jauchegrube und Pflasterung und einer einzeln stehenden Gutsscheune (siehe 09232394); von bau- und ortsgeschichtlicher Bedeutung. - Gutsscheune: verputzter Ziegelbau (ockerfarbener Edelputz), Lisenengliederung, Krüppelwalmdach, Dachgaupen, Giebel mit Blendnischen - Gutshof: Gutsställe: zum Teil alte Fenster, zweigeschossig, zum Teil Granittür- und -fenstergewände, Satteldach; im Inneren: Säulen mit Gewölbe, Natursteingewände; zweischiffiger gewölbter Stall mit Granitsäulen, Kreuzgratgewölbe - Gutshaus: Treppenhaus mit Türen und Supraporten, Eisengitter vor den Fenstern, zweigeschossig, flaches Walmdach, Mittelrisalit mit Volutengiebel, aufwendige Putzgliederung, verschiedene Anbauten mit Dachausbauten, altes Tor, Schiefersockel | 09303868 |
| Weitere Bilder                          | Herrenhaus, Ställen, Scheune, Tränke, Jauchegrube und Pflasterung und einer einzeln stehenden Gutsscheune (Einzeldenkmale zu ID-Nr. 09303868) | Noßwitz 1 (Karte)       | Bezeichnet mit 1812 (Herrenhaus)                               | Einzeldenkmale der Sachgesamtheit Rittergut Noßwitz; baugeschichtlich und ortsgeschichtlich von Bedeutung | 09232394 |
|                                         | Torbogen eines Zweiseithofes | Noßwitz 3 (bei) (Karte) | Bezeichnet mit 1797                                            | Ortsbildprägend, Naturstein mit Ziegelabdeckung, Korbbogen aus Ziegelstein mit Schlussstein (Sandstein), profilierte Kämpfer, bezeichnet mit „CT 1797“ | 09232395 |
|                                         | Spritzenhaus | Noßwitz 3 (vor) (Karte) | Um 1900                                                        | Von ortshistorischer Bedeutung, Schiefersockel, Ziegelmauerwerk mit Ornamenten, Satteldach, gelb-rote Traufe | 09232396 |
| Direkt Bild zu diesem Denkmal hochladen | Wohnhaus | Noßwitz 3d (Karte)      | 1920er Jahre                                                   | Baugeschichtliche Bedeutung, zweigeschossiger Putzbau, Walmdach mit Gaupen, hervortretendes Treppenhaus, roter Edelputz, graue waagerechte Putzgliederung, Steinputzsockel, Balkon | 09232397 |
| Direkt Bild zu diesem Denkmal hochladen | Wohnhaus (ehemaliges Gutsinspektorenhaus) | Noßwitz 9a (Karte)      | Um 1900                                                        | Baugeschichtliche Bedeutung, zweigeschossig, Satteldach, seitlicher Anbau, Erdgeschoss massiv, Obergeschoss und Giebel Fachwerk, originale Fenster und Tür | 09232398 |
| Direkt Bild zu diesem Denkmal hochladen | Wohnstallhaus (Umgebinde) eines Bauernhofes                                                                                                   | Noßwitz 16 (Karte)      | 1736                                                           | Obergeschoss Fachwerk, Giebel verschiefert, Umgebindekonstruktion mit Bohlenstube, Alterswert, baugeschichtliche Relevanz. - Wohnstallhaus: zweigeschossig, Fachwerk, Satteldach mit altdeutscher Schieferdeckung, Käsekasten und Taubenschlag an Rückseite des Wohnstallhauses - Erdgeschoss: Umgebinde und vollständige Bohlenkonstruktion, Sockel verputzt, teilweise Lehmausfachung - Obergeschoss: vorkragend Fachwerk, Staken mit Lehmausfachung, beide Giebel verschiefert (ein Giebel ornamentiert), Innen mit Holzbalkendecke mit Unterzug - Scheune: zweigeschossig, Erdgeschoss zum Teil Lehmwellerwände, Obergeschoss vorkragend, Fachwerk, Lehmausfachung, erneuertes Dach (Flachdach), zum Teil alte Fenster (Käsehaus) - Torbogen: Schiefersockel, Ziegelstein, Holzbalkenverdachung, Bienenstock - rückwärtiger Anbau (ehemaliges Backhaus) ist kein Denkmal      | 09232392 |
| Direkt Bild zu diesem Denkmal hochladen | Wohnhaus | Noßwitz 20 (Karte)      | Bezeichnet mit 1698; 19./20. Jahrhundert (grundlegender Umbau) | Eingeschossiges Gebäude, ehemaliges Umgebindehaus in großen Resten in Neubau enthalten, baugeschichtlich von Bedeutung. Satteldach, zum Teil Umgebinde mit Bohlenkonstruktion. | 09232399 |

## Scholas
| Bild | Bezeichnung               | Lage                          | Datierung | Beschreibung | ID       |
| ---- | ------------------------- | ----------------------------- | --------- | --- | -------- |
|      | Saalanbau eines Gasthofes | Elsterberger Straße 2 (Karte) | Um 1900   | Schlichter Saal mit Ausstattungsresten, von ortsgeschichtlicher Bedeutung. Eingeschossig, Putzfassade, mächtige Lisenen- und Gesimsgliederung, Rundbogenfenster mit Putzrahmungen, originale Fenster, Satteldach, im Inneren: tonnenförmig überwölbt, Parkett, Reste alter Ausmalung, Bühneneinbau, später mit Zuganker gesichert. | 09232411 |

## Tabellenlegende
- Bild: Bild des Kulturdenkmals, ggf. zusätzlich mit einem Link zu weiteren Fotos des Kulturdenkmals im Medienarchiv Wikimedia Commons. Wenn man auf das Kamerasymbol klickt, können Fotos zu Kulturdenkmalen aus dieser Liste hochgeladen werden:
- Bezeichnung: Denkmalgeschützte Objekte und ggf. Bauwerksname des Kulturdenkmals
- Lage: Straßenname und Hausnummer oder Flurstücknummer des Kulturdenkmals. Die Grundsortierung der Liste erfolgt nach dieser Adresse. Der Link (Karte) führt zu verschiedenen Kartendiensten mit der Position des Kulturdenkmals. Fehlt dieser Link, wurden die Koordinaten noch nicht eingetragen. Sind diese bekannt, können sie über ein Tool mit einer Kartenansicht einfach nachgetragen werden. In dieser Kartenansicht sind Kulturdenkmale ohne Koordinaten mit einem roten bzw. orangen Marker dargestellt und können durch Verschieben auf die richtige Position in der Karte mit Koordinaten versehen werden. Kulturdenkmale ohne Bild sind an einem blauen bzw. roten Marker erkennbar.
- Datierung: Baubeginn, Fertigstellung, Datum der Erstnennung oder grobe zeitliche Einordnung entsprechend des Eintrags in der sächsischen Denkmaldatenbank
- Beschreibung: Kurzcharakteristik des Kulturdenkmals entsprechend des Eintrags in der sächsischen Denkmaldatenbank, ggf. ergänzt durch die dort nur selten veröffentlichten Erfassungstexte oder zusätzliche Informationen
- ID: Vom Landesamt für Denkmalpflege Sachsen vergebene, das Kulturdenkmal eindeutig identifizierende Objekt-Nummer. Der Link führt zum PDF-Denkmaldokument des Landesamtes für Denkmalpflege Sachsen. Bei ehemaligen Kulturdenkmalen können die Objektnummern unbekannt sein und deshalb fehlen bzw. die Links von aus der Datenbank entfernten Objektnummern ins Leere führen. Ein ggf. vorhandenes Icon  führt zu den Angaben des Kulturdenkmals bei Wikidata.